# Crenulaspidiotus monocentron
Crenulaspidiotus monocentron är en insektsart som beskrevs av Miller och Davidson 1981. Crenulaspidiotus monocentron ingår i släktet Crenulaspidiotus och familjen pansarsköldlöss.
Artens utbredningsområde är Jamaica. Inga underarter finns listade i Catalogue of Life.